# Daniel Balavoine
Daniel Balavoine (ur. 5 lutego 1952 w Alençon, zm. 14 stycznia 1986 w Mali) – francuski piosenkarz, kompozytor i autor tekstów piosenek.
Balavoine zdobył w latach 80. XX wieku dużą popularność na francuskiej scenie muzycznej. Swój sukces zawdzięczał nie tylko swojemu głosowi, ale również poruszającym tekstom piosenek. Balavoine brał również udział w życiu politycznym kraju – do historii przeszła jego polemika z François Mitterrandem na antenie France 2 w 1980.
Jego pasją były samochody i motocykle. W 1982 wziął udział w rajdzie Paryż-Dakar. Cztery lata później, podczas przelotu nad trasą tego samego rajdu, helikopter, w którym podróżował, rozbił się w Mali.

## Dyskografia

### Albumy studyjne
- De vous à elle en passant par moi (1975)
- Les aventures de Simon et Gunther... Stein (1977)
- Le chanteur (1978)
- Face amour / Face amère (1979)
- Un autre monde (1980)
- Vendeurs de larmes (1982)
- Loin de yeux de l’Occident (1983)
- Sauver l’amour (1985)

### Albumy koncertowe
- Sur scène (1981)
- Au palais des sports (1984)
- Olympia 1981 (1993)

### Składanki
- Ses 7 premières compositions (1986)
- L’essentiel (1999)
- Sans frontières (2005)

### Inne projekty
- Starmania (1978)
- Chrysalide (1974)
- Patrick Juvet vous raconte son rêve (1973)

## Filmografia
- Alors... Heureux? (1980)
- Qu’est-ce qui fait craquer les filles... (1982)